# Túmulo do Soldado Desconhecido (Arlington)

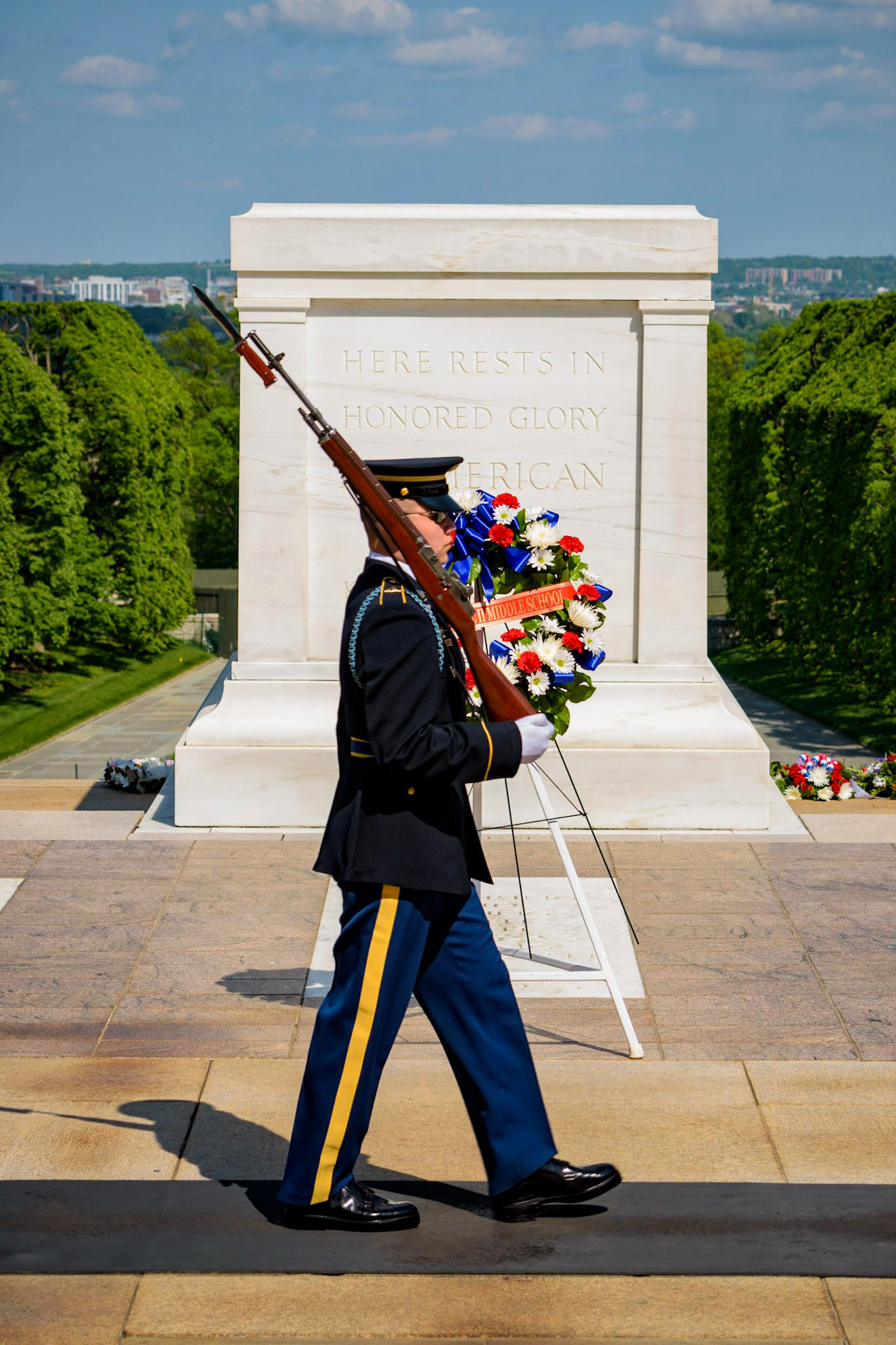
Guarda do túmulo no posto, 2018

O Túmulo do Soldado Desconhecido é um monumento histórico dedicado aos militares americanos falecidos, cujos restos mortais não foram identificados. Ele está localizado no Cemitério Nacional de Arlington, na Virgínia, Estados Unidos. O "Desconhecido" da Primeira Guerra Mundial recebeu a Medalha de Honra, a Cruz Vitória e vários outros prêmios de serviço de outras nações estrangeiras. Os militares desconhecidos que foram enterrados também receberam a Medalha de Honra, concedida pelos presidentes dos Estados Unidos que presidiram seus funerais. O monumento não tem um nome oficial designado.

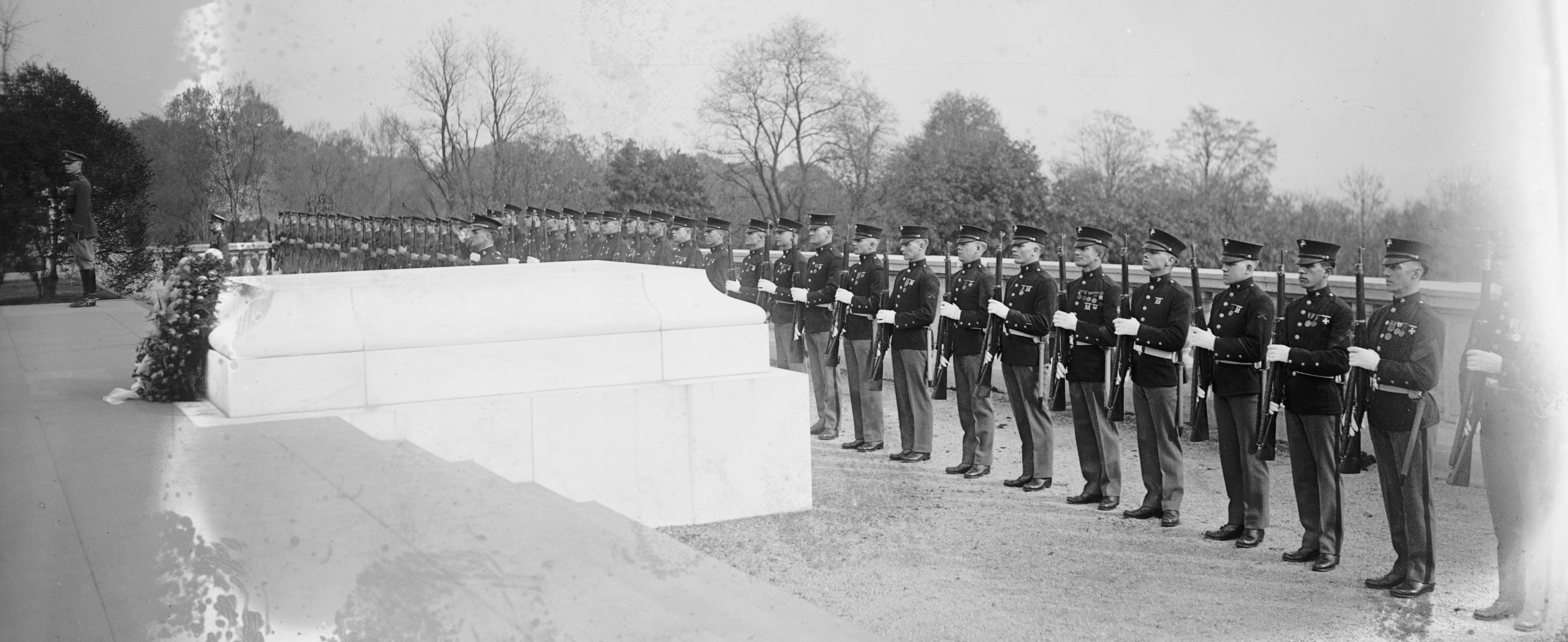
Túmulo em 11 de novembro de 1922. A tumba de 1931 ocuparia este mesmo local

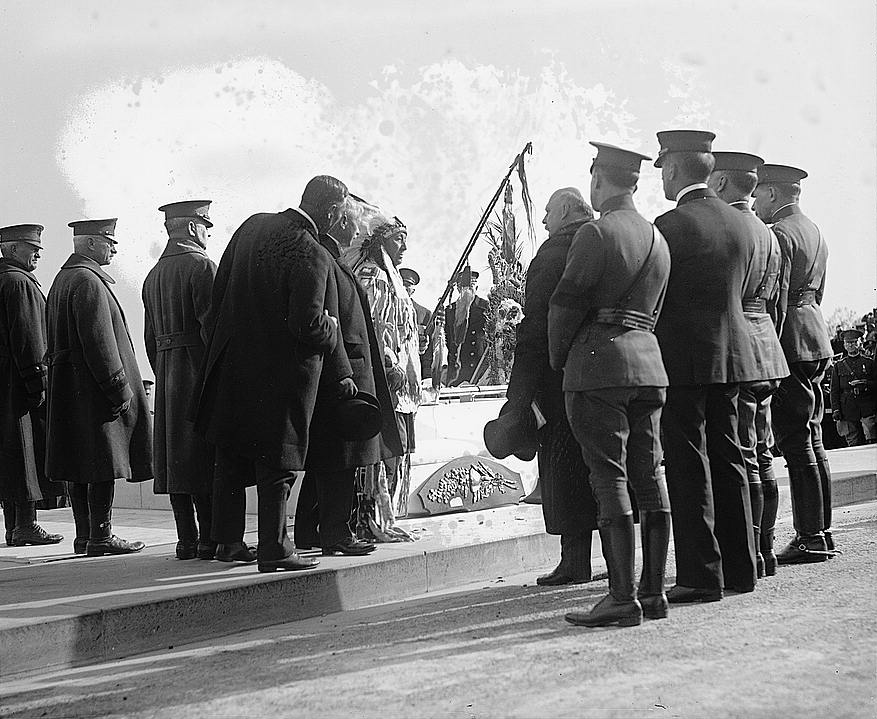
Parte da delegação no túmulo em 1921, ao lado do chefe da Nação Crow, Alaxchíia Ahú ("Vários Golpes")

Em 4 de março de 1921 o congresso americano aprovou o enterro e funeral de um soldado americano não identificado, morto na primeira guerra mundial. O enterro e cerimônia ocorreram no Anfiteatro Memorial. Em 11 de novembro de 1921, o soldado desconhecido trazido da França foi sepultado abaixo de uma tumba de mármore de três níveis. Os dois níveis inferiores são seis seções de granito cada e o superior pelo menos nove blocos com uma abertura retangular no centro de cada nível através da qual os restos desconhecidos foram colocados através da tumba e no solo abaixo. Uma laje em pedra cobre a abertura retangular ao invés de mármore.

O Secretário da Guerra Dwight F. Davis (à esquerda) e o Major General BF Cheatham, Quartermaster General do Exército dos EUA, inspecionam o modelo e projeto aceitos para a conclusão da Tumba do Soldado Desconhecido (1928). O projeto do escultor Thomas Hudson Jones e do arquiteto Lorimer Rich foi selecionado após um concurso no qual 73 projetos foram apresentados

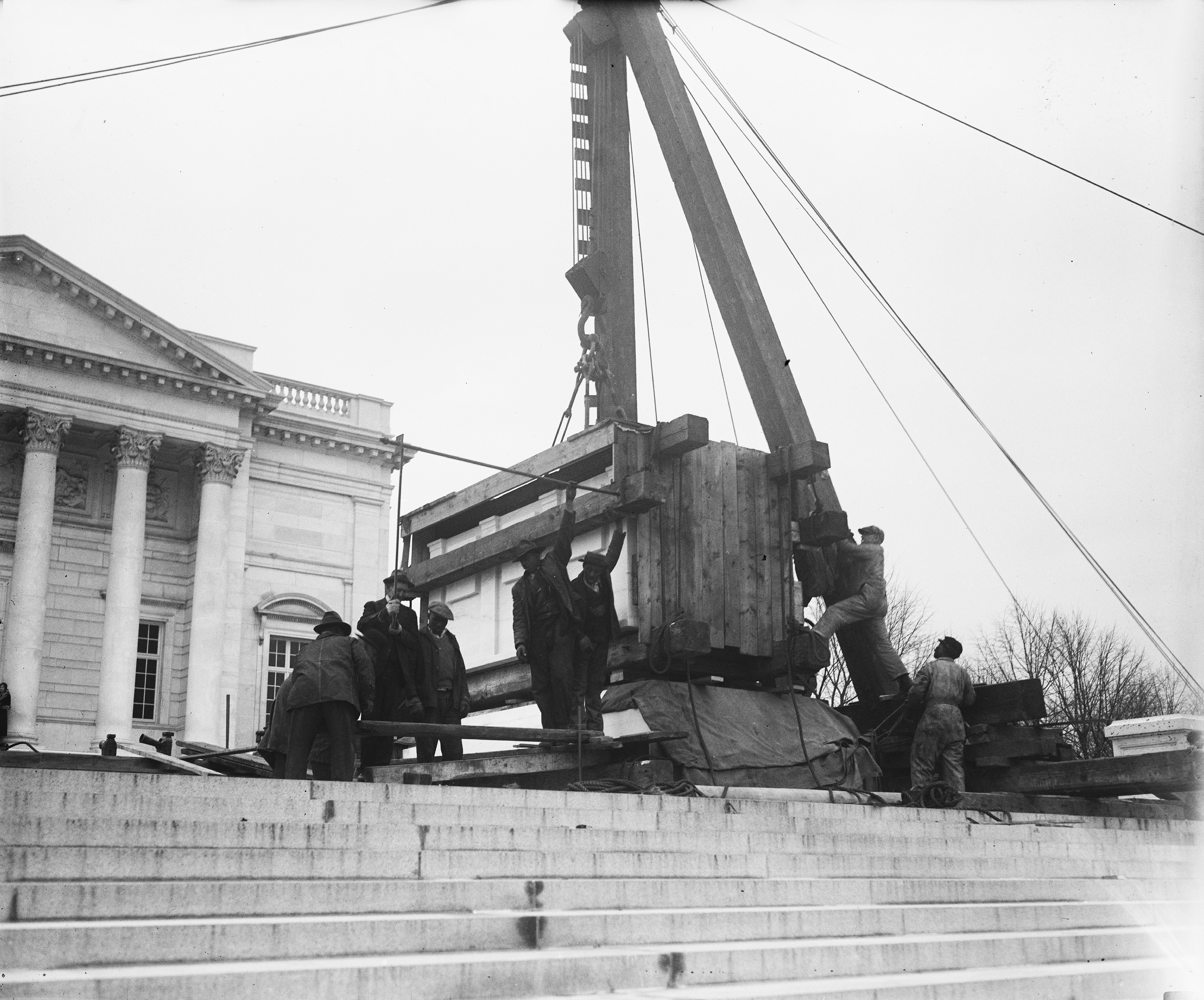
Colocando o sarcófago de mármore no topo da tumba (1931)

Desde 1921 a intenção era colocar uma superestrutura no topo da Tumba, mas foi somente em 3 de julho de 1926 que o Congresso autorizou a conclusão da Tumba e o gasto de $ 50.000 (com um custo final de $ 48.000). Um concurso de design foi realizado e vencido pelo arquiteto Lorimer Rich e o escultor Thomas Hudson Jones. Uma verba do Congresso para a obra foi assegurada e em 21 de dezembro de 1929, um contrato para a conclusão da própria Tumba foi celebrado. A Tumba consistiria em sete peças de mármore em quatro níveis (tampa, dado, base e sub-base), dos quais o dado é o maior bloco com a escultura em todos os quatro lados.
A extração do mármore Yule (3,9 milhas ao sul de Marble, Colorado pela Vermont Marble Company) foi um processo de um ano, começando em 1930. O boné foi extraído na primeira tentativa, mas a base exigiu três tentativas. O grande bloco do meio também exigiu três tentativas. No final de janeiro de 1931, o bloco do meio de 56 toneladas foi retirado da pedreira. A extração envolveu 75 homens. Quando o bloco foi separado da montanha dentro da pedreira, pesava 124 toneladas. Uma serra de arame foi então trazida para a pedreira para cortar o bloco para 56 toneladas.
Em 3 de fevereiro, o bloco chegou ao local da fábrica de mármore (na cidade de Marble) após uma viagem de quatro dias da pedreira. Aqui ele foi criado e enviado para Vermont em 8 de fevereiro. O bloco foi serrado até o tamanho final em West Rutland, Vermont, e fabricado por artesãos em Proctor, Vermont, antes de ser enviado de trem para o Cemitério Nacional de Arlington, Virgínia. Em setembro, todos os 7 blocos estavam no terreno do local da Tumba, em Arlington.
A montagem começou em setembro de 1931. Foi encontrada uma imperfeição na base, exigindo mais três pedreiras. No final de dezembro de 1931, a montagem foi concluída. O trabalho de acabamento seguido de entalhes no bloco de dados pelos irmãos Piccirilli sob a direção do escultor Thomas Jones. (Os irmãos também esculpiram a estátua de Lincoln para o Lincoln Memorial, entre outros). A tumba foi concluída sem cerimônia formal em 9 de abril de 1932.
A tumba foi colocada na cabeceira da sepultura durante o Desconhecido da Primeira Guerra Mundial. A oeste desta sepultura estão as criptas de Desconhecidos da Segunda Guerra Mundial (sul) e da Coréia (norte). Entre os dois está uma cripta que continha um desconhecido do Vietnã (meio). Seus restos mortais foram identificados positivamente em 1998 por meio de testes de DNA como primeiro-tenente Michael Blassie, Força Aérea dos Estados Unidos, e foram removidos. Essas três sepulturas são marcadas com lajes de mármore branco alinhadas com a praça.
A tumba tem uma forma plana e é relevada nos cantos e nas laterais por pilastras neoclássicas inseridas na superfície com objetos e inscrições esculpidas nas laterais. O simbolismo de 1931 dos objetos nos lados norte, sul e leste mudou com o tempo.
Painel leste voltado para Washington, DC, são três figuras gregas representando Paz, Vitória e "American Manhood" - mas depois "Valor" em vez de "American Manhood"
O painel oeste está inscrito com (centralizado no painel):
AQUI REPOUSA EM
HONRADA GLÓRIA
UM SOLDADO AMERICANO
CONHECIDO APENAS POR DEUS

Dimensões da tumba partir de 2004 (xxx) * Dimensões do bloco de matriz de 1931 saindo da pedreira.
| Nível    | Comprimento         | Largura             | Altura              | Pés cúbicos      | Toneladas       |
| -------- | ------------------- | ------------------- | ------------------- | ---------------- | --------------- |
| Cabeça   | 12'-5,4 "           | 6'-6,7 "            | 1'-3,3 "            | 100,69           | 8,56            |
| Pé       | 12'-3,0 "(14'-0") * | 6'-6,4 "(7'-4,8") * | 5'-2.1 "(6" -0 ") * | 385,43 (621,6) * | 32,76 (52,84) * |
| Base     | 13'-10,0 "          | 7'-11,9 "           | 1'-11,1 "           | 198,64           | 16,88           |
| Sub-Base | 14'-10,4 "          | 9'-0,2 "            | 1'-10,9 "           | 255,81           | 21,74           |

## O Soldado desconhecido da Primeira Guerra

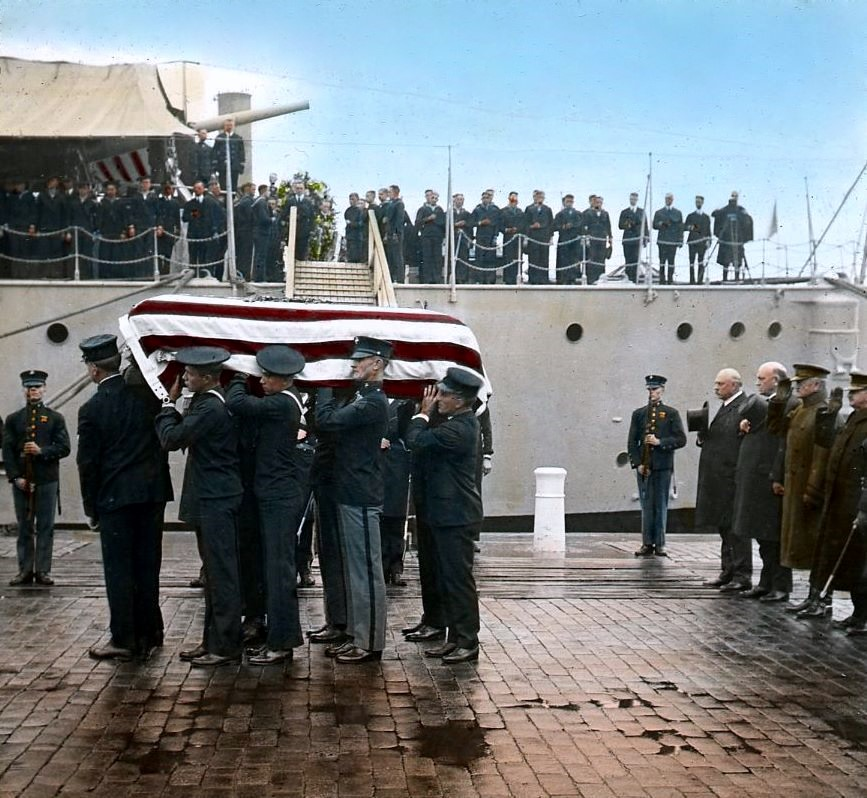
O Desconhecido da Primeira Guerra Mundial chegando ao Washington Navy Yard, 1921 (colorido)

No Memorial Day (dia de relembrar veteranos falecidos nas guerras) de 1921, quatro soldados desconhecidos foram exumados de quatro cemitérios americanos da Primeira Guerra Mundial na França, Aisne-Maine, Meuse-Argonne, Somme e St. Mihiel. Sargento do Exército dos EUA Edward F. Younger, que foi ferido em combate, altamente condecorado por bravura e recebeu a Cruz de Distinto Serviço, selecionou o Desconhecido da Primeira Guerra Mundial de quatro caixões idênticos na prefeitura de Châlons-en-Champagne, França, em 24 de outubro de 1921. Younger selecionou o Desconhecido da Primeira Guerra Mundial colocando um buquê de rosas brancas em um dos caixões. Ele escolheu o terceiro caixão da esquerda. O desconhecido escolhido foi transportado para os Estados Unidos a bordo do USS Olympia. Os restantes foram enterrados no Cemitério Meuse Argonne, França.
O Desconhecido da Primeira Guerra Mundial ficou em estado na Rotunda desde sua chegada aos Estados Unidos até o Dia do Armistício, 1921. Em 11 de novembro de 1921, o presidente Warren G. Harding oficiou as cerimônias de sepultamento no Anfiteatro Memorial no Cemitério Nacional de Arlington. Durante a cerimônia, o Desconhecido da Primeira Guerra Mundial foi premiado com a Cruz Vitória pelo Almirante da Frota Lord Beatty, em nome do Rei George V do Reino Unido. A Victoria Cross do Reino Unido foi colocada com o soldado. Outras nações aliadas também premiaram o Soldado Desconhecido Americano com condecorações, incluindo a Legião de Honra, Médaille Militaire e Croix de Guerre da França, a Cruz de Guerra da Tchecoslováquia, a Medalha de Ouro por Bravura da Itália, a Virtuti Militari da Polônia e a Virtutea Militara da Romênia.
Anteriormente, em 17 de outubro de 1921, o British Unknown Warrior havia recebido a Medalha de Honra dos EUA pelo General dos Exércitos John Pershing.
Em 1928, o Soldado Desconhecido foi agraciado com o Prêmio Búfalo de Prata pelo serviço diferenciado à juventude da América pelos Escoteiros da América.

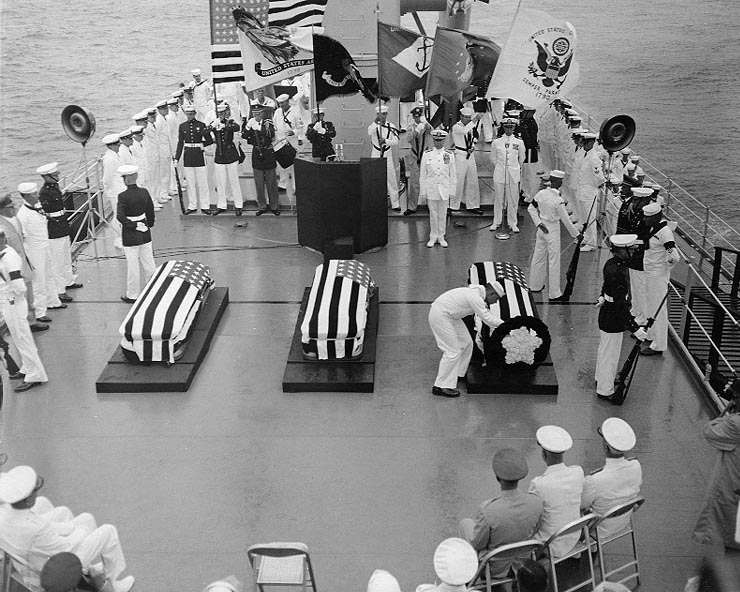
Charette seleciona um caixão para sepultamento na Tumba do Desconhecido da Segunda Guerra Mundial entre os dois caixões que representam a Segunda Guerra Mundial (teatros do Pacífico e da Europa) descansando em cada lado do desconhecido coreano [centro] durante as cerimônias a bordo do, 26 de maio de 1958

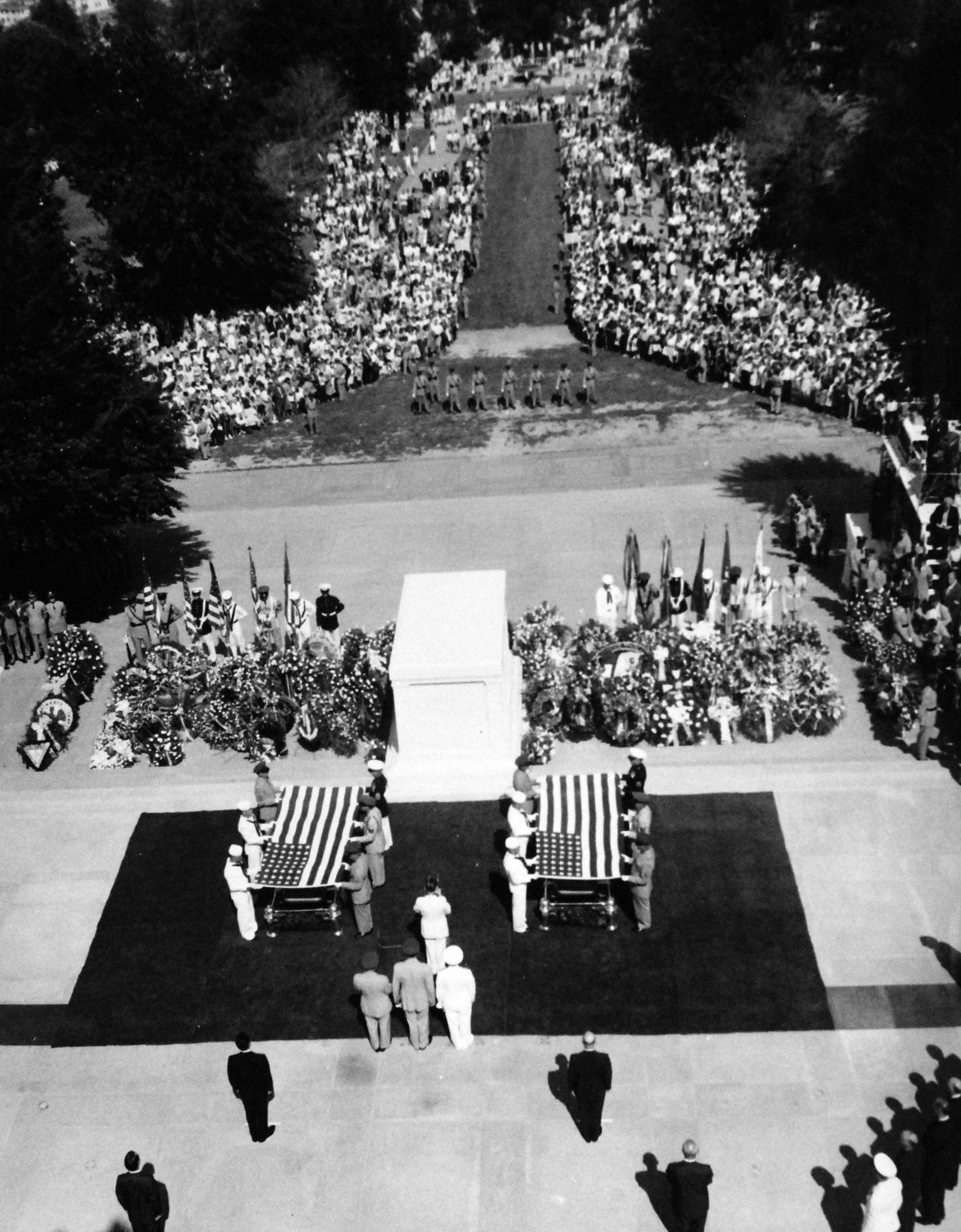
Últimos ritos para os Desconhecidos da Segunda Guerra Mundial e da Guerra da Coréia no Cemitério Nacional de Arlington (30 de maio de 1958)

Em 3 de agosto de 1956, o presidente Dwight D. Eisenhower (um general durante a Segunda Guerra Mundial) assinou um projeto de lei para selecionar e homenagear os Desconhecidos da Segunda Guerra Mundial e da Guerra da Coréia. As cerimônias de seleção e enterro desses Desconhecidos aconteceram em 1958. O Desconhecido da Segunda Guerra Mundial foi selecionado a partir de restos exumados de cemitérios na Europa, África, Havaí e nas Filipinas .
Dois Desconhecidos da Segunda Guerra Mundial, um do do teatro Europeu e outro do teatro do pacífico foram colocados em caixões idênticos e levados a bordo do USS Canberra, um cruzador de mísseis guiados descansando ao largo do Virginia Capes, e colocado em ambos os lados do desconhecido coreano. William R. Charette, oficial do Hospital da Marinha, de 1ª classe, então o único recebedor da Medalha de Honra da Marinha dos EUA que era um homem alistado, escolheu o caixão da mão direita como o Desconhecido da Segunda Guerra Mundial. O caixão do desconhecido restante da Segunda Guerra Mundial recebeu um enterro solene no mar.
O desconhecido coreano foi selecionado entre quatro americanos desconhecidos que morreram na Guerra da Coréia e que foram desenterrados do Cemitério Nacional do Pacífico, no Havaí. O Sargento Mestre do Exército Ned Lyle fez a seleção final. As incógnitas não selecionadas foram novamente enterradas lá.
Os caixões da Segunda Guerra Mundial e dos desconhecidos coreanos chegaram a Washington em 28 de maio de 1958, onde permaneceram na Rotunda do Capitólio até a manhã de 30 de maio, quando foram carregados em caixões para o Cemitério Nacional de Arlington. O presidente Eisenhower concedeu a cada um a Medalha de Honra, e os Desconhecidos da Segunda Guerra Mundial e da Guerra da Coréia foram enterrados na praça ao lado de seu camarada da Primeira Guerra Mundial.

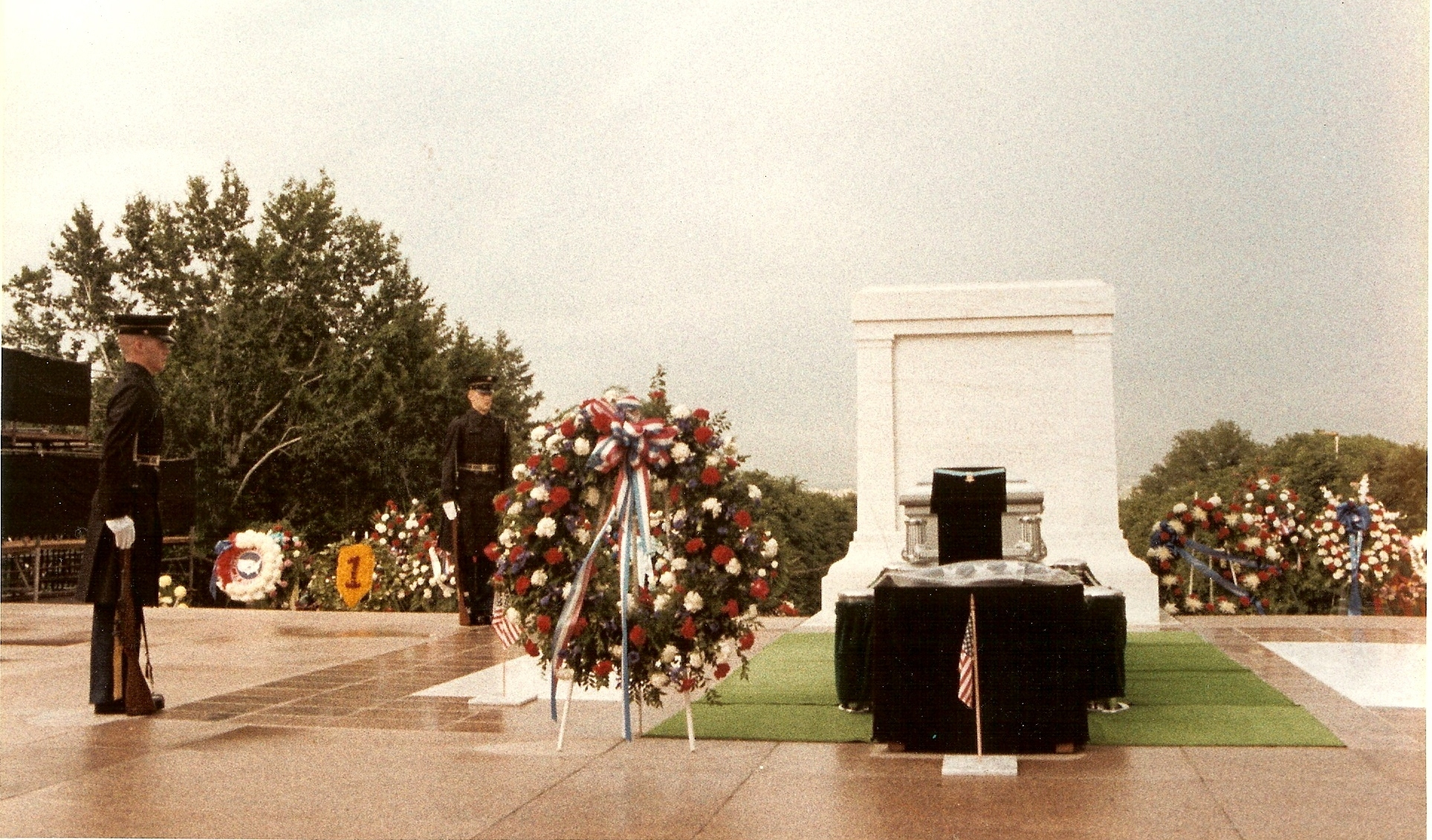
Os guardas da Tumba permaneceram na vigília da morte durante todo o dia, enquanto milhares de pessoas enfrentavam o clima sombrio para prestar seus respeitos ao Desconhecido do Vietnã em maio de 1984

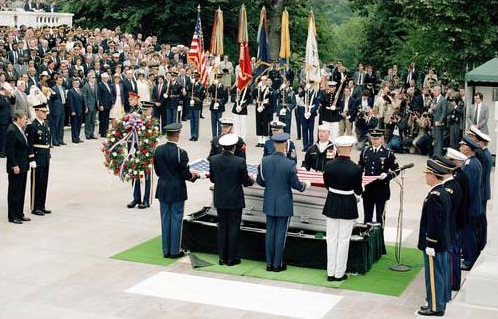
A coroa presidencial foi apresentada ao presidente Reagan durante a cerimônia de sepultamento do soldado desconhecido da era do Vietnã na tumba dos desconhecidos em 28 de maio de 1984

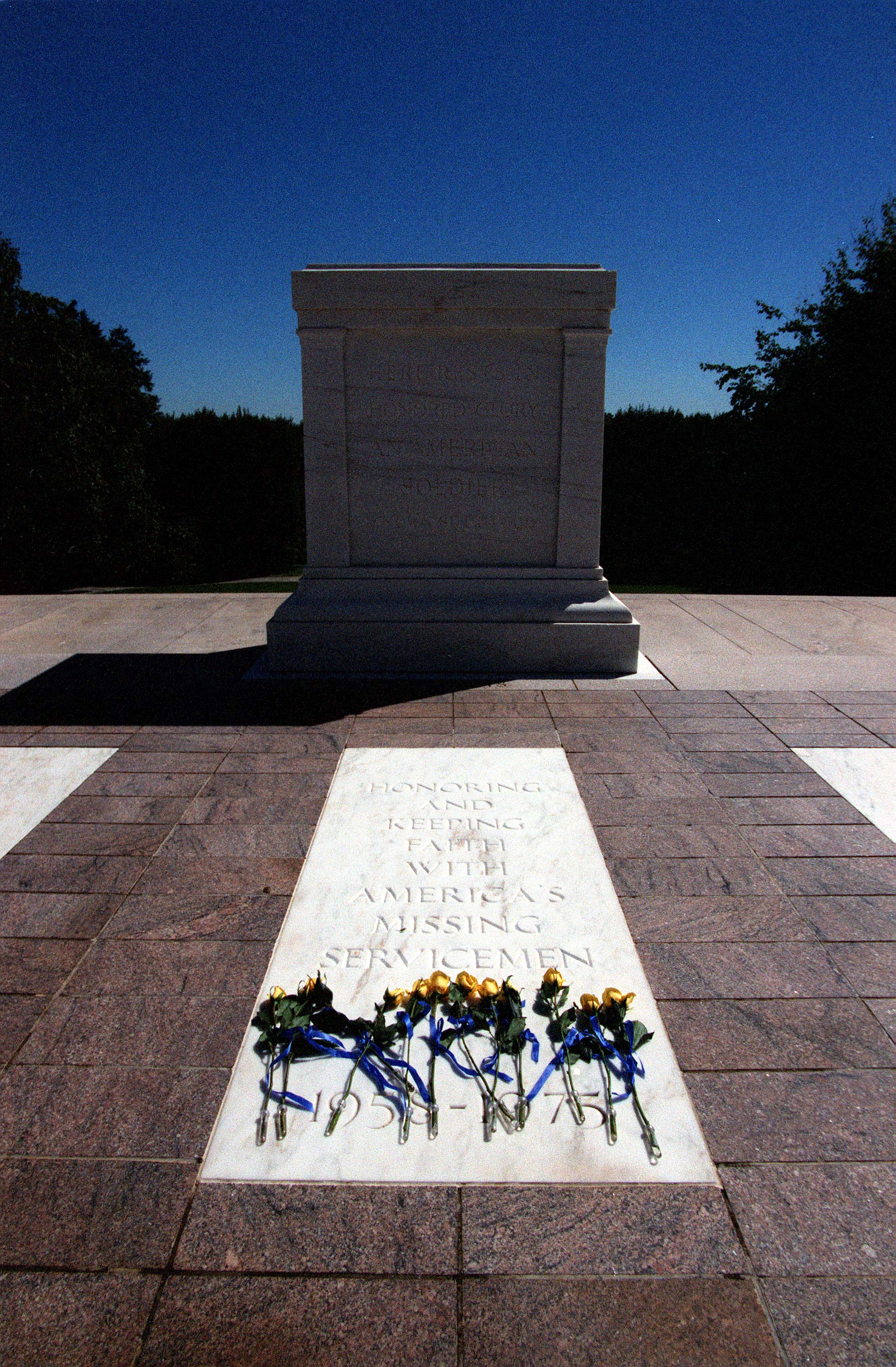
Dedicado durante o Dia Nacional de Reconhecimento de prisioneiros de guerra / MIA de 1999, a inscrição na cripta vazia do Vietnã Desconhecido agora diz "Honrando e mantendo a fé com militares desaparecidos da América 1958-1975"

O membro do serviço Vietnam Unknown foi originalmente designado pelo US Marine Corps Sgt. Maj. Allan Jay Kellogg, Jr., durante uma cerimônia em Pearl Harbor.
Cada filial das Forças Armadas participou do transporte em homenagem aos desconhecidos. Os fuzileiros navais do Quartel da Marinha do Havaí consistiam em uma Guarda de Honra de 9 homens alistados e o Tenente Denis Muller. O designado Desconhecido do Vietnã foi transportado a bordo do USS Brewton, onde os fuzileiros navais montaram guarda sobre o caixão durante a viagem à Naval Air Station Alameda, Califórnia. Em Travis, a cerimônia de desembarque entregou os restos mortais à USAF em 24 de maio. No dia seguinte, os restos do Desconhecido foram transportados da Base da Força Aérea de Travis, Califórnia, chegando à Base Aérea de Andrews, em Maryland. Uma vez lá, os restos mortais foram entregues ao Exército dos EUA, onde os restos mortais foram levados para Fort McNair para serem colocados na carroça puxada por cavalos que mais tarde levou o Desconhecido para a Rotunda da Capital para exibição antes do enterro. Enquanto em exibição para exibição pública, todos os ramos das Forças Armadas dos EUA estiveram em honra, guardando o caixão do Desconhecido por duas semanas.
Muitos veteranos do Vietnã e o presidente Ronald Reagan e Nancy Reagan visitaram o Vietnã Desconhecido no Capitólio dos Estados Unidos. Um caixão do Exército carregou o Vietnã Desconhecido do Capitólio para o Anfiteatro Memorial no Cemitério Nacional de Arlington no Dia da Memória, 28 de maio de 1984.
O presidente Reagan presidiu o funeral e entregou a Medalha de Honra ao Desconhecido do Vietnã, e também agiu como parente próximo ao aceitar a bandeira do enterro no final da cerimônia. As bandeiras de enterro de todos os Desconhecidos na Tumba dos Desconhecidos estão em exibição na Sala de Exibição do Memorial.
Em 1994, Ted Sampley, um ativista POW / MIA, determinou que os restos mortais do Desconhecido do Vietnã eram provavelmente do primeiro-tenente da Força Aérea Michael Joseph Blassie, que foi abatido perto de An Lộc, Vietnã, em 1972. Sampley publicou um artigo em seu boletim informativo e contatou a família de Blassie, que tentou levar o caso ao gabinete de vítimas da Força Aérea sem resultado. Em janeiro de 1998, a CBS News transmitiu uma reportagem baseada na investigação de Sampley que trouxe pressão política para apoiar a identificação dos restos mortais. O corpo foi exumado em 14 de maio de 1998. Com base em testes de DNA mitocondrial, os cientistas do Departamento de Defesa confirmaram que os restos mortais eram de Blassie. A identificação foi anunciada em 30 de junho de 1998 e, em 10 de julho, os restos mortais de Blassie chegaram à casa de sua família em St. Louis, Missouri ; ele foi reenterrado no cemitério nacional de Jefferson Barracks em 11 de julho.

### Redesenho da cripta
A laje sobre a cripta que antes continha os restos mortais do Desconhecido do Vietnã foi substituída. A inscrição original de "Vietnã" foi alterada para "Honrando e mantendo a fé com os militares desaparecidos da América" como um lembrete do compromisso das Forças Armadas com a contabilidade mais completa possível dos militares desaparecidos. Foi decidido que a cripta permaneceria vazia.

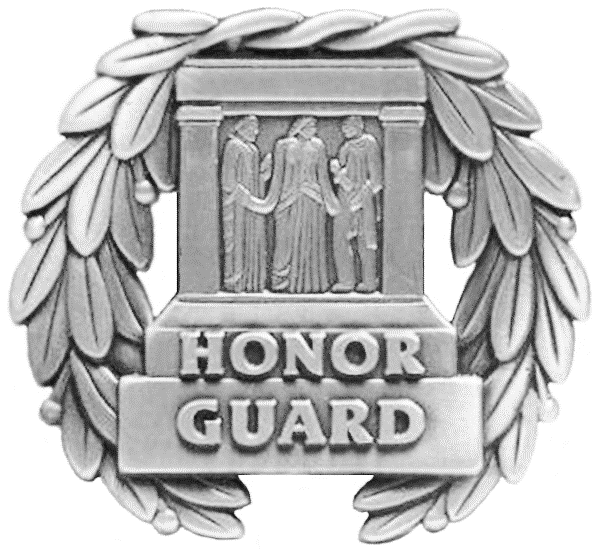
Distintivo de identificação da tumba do soldado desconhecido

Os guardas das tumbas são soldados do Exército dos Estados Unidos. Os primeiros guardas militares foram soldados da 3ª Cavalaria, "Brave Rifles", que foram colocados nas proximidades de Fort Myer . Desde 6 de abril de 1948 (conhecido então como “ Dia do Exército ”), quando o regimento foi reativado, passou a ser vigiado por soldados do 3º Regimento de Infantaria, “A Velha Guarda” . A Velha Guarda também foi enviada para Fort Myer, Virgínia, adjacente ao Cemitério Nacional de Arlington. É considerado uma das maiores honras servir como Sentinela na Tumba dos Desconhecidos. Menos de 20 por cento de todos os voluntários são aceitos para treinamento e, desses, apenas uma fração passa no treinamento para se tornarem Guardas da Tumba de pleno direito. O distintivo de identificação da Tumba do Soldado Desconhecido é o terceiro distintivo de qualificação menos premiado do Exército dos Estados Unidos; em 4 de julho de 2020, são 688, incluindo 23 revogados e 7 "erros administrativos". É precedido pelos 15 emblemas de identificação do cavaleiro militar e pelos 17 emblemas de astronauta .
O soldado "andando no tapete" não usa insígnia de posto, para não ultrapassar os Desconhecidos, quaisquer que sejam suas patentes. Oficiais não comissionados (geralmente o Comandante de Socorro e os Comandantes Assistentes de Socorro) usam a insígnia de sua patente quando trocam apenas de guarda. Eles têm um uniforme separado (sem patente) que é usado quando eles realmente guardam os Desconhecidos ou são "postados".
As sentinelas irão confrontar as pessoas que cruzam as barreiras do túmulo ou que percebem ser desrespeitosas ou excessivamente barulhentas.
Em 9 e 10 de novembro de 2021, em homenagem à comemoração do centenário da Tumba do Soldado Desconhecido, membros do público foram autorizados a andar na praça e colocar flores pela primeira vez desde 1925. De acordo com o site do Cemitério Nacional de Arlington, eles "não prevêem a realização de outro evento em nossas vidas no qual o público será capaz de se aproximar da Tumba dessa maneira."

### Armas
Existem vários tipos diferentes de armas usadas pelos guardas da tumba. As mudanças nas armas refletem as mudanças no Exército, incluindo o rifle M1903 Springfield, os rifles M1 Garand e M14 e as pistolas M1911, M9 e M17. Os guardas da tumba atualmente carregam rifles M14, que são afixados em coronhas cerimoniais.

### Andando no tapete
Existe uma rotina meticulosa que o guarda segue ao vigiar os túmulos. O guarda da tumba:
1. Marchas 21 degraus para o sul, descendo a 63 ft (19 m) tapete preto colocado sobre a tumba.
2. Vira e fica voltado para o leste, em direção à Tumba, por 21 segundos.
3. Vira-se e enfrenta o norte, muda de arma para o ombro externo e espera 21 segundos.
4. Marchas 21 degraus descendo o tapete.
5. Vira e fica voltado para o leste por 21 segundos.
6. Vira-se e fica de frente para o sul, muda de arma para o ombro externo e espera 21 segundos.
7. Repete a rotina até que o soldado seja dispensado do serviço na troca da guarda .

Depois de cada volta, o guarda executa um movimento agudo de "ombro-braço" para colocar a arma no ombro mais próximo dos visitantes, para indicar que o guarda fica entre a Tumba e qualquer possível ameaça.
Por respeito aos enterrados, as sentinelas comandam o silêncio nas tumbas. Se o guarda que caminha pelo tatame deve enfrentar vocalmente uma perturbação dos espectadores, ou uma ameaça, a rotina é interrompida e assim permanece até que a perturbação esteja sob controle. O sentinela sairá do tapete, colocará a arma na posição de braços a bombordo e enfrentará a perturbação. Uma vez sob controle, o sentinela então caminha na calçada para o outro lado do tapete, vira-se para os braços dos ombros e retoma a rotina a partir do ponto de interrupção.
O tapete é geralmente substituído duas vezes por ano: antes do Memorial Day e antes do Dia dos Veteranos. Isso é necessário devido ao desgaste da esteira de borracha pelos sapatos especiais usados pelos guardas de túmulos. Os sentinelas têm placas de metal embutidas nas solas e na parte interna dos sapatos para permitir uma sola mais robusta e dar o clique característico do calcanhar durante as manobras. As sentinelas usam óculos escuros por causa do reflexo brilhante do mármore ao redor da Tumba e do Anfiteatro Memorial.

### Troca da Guarda

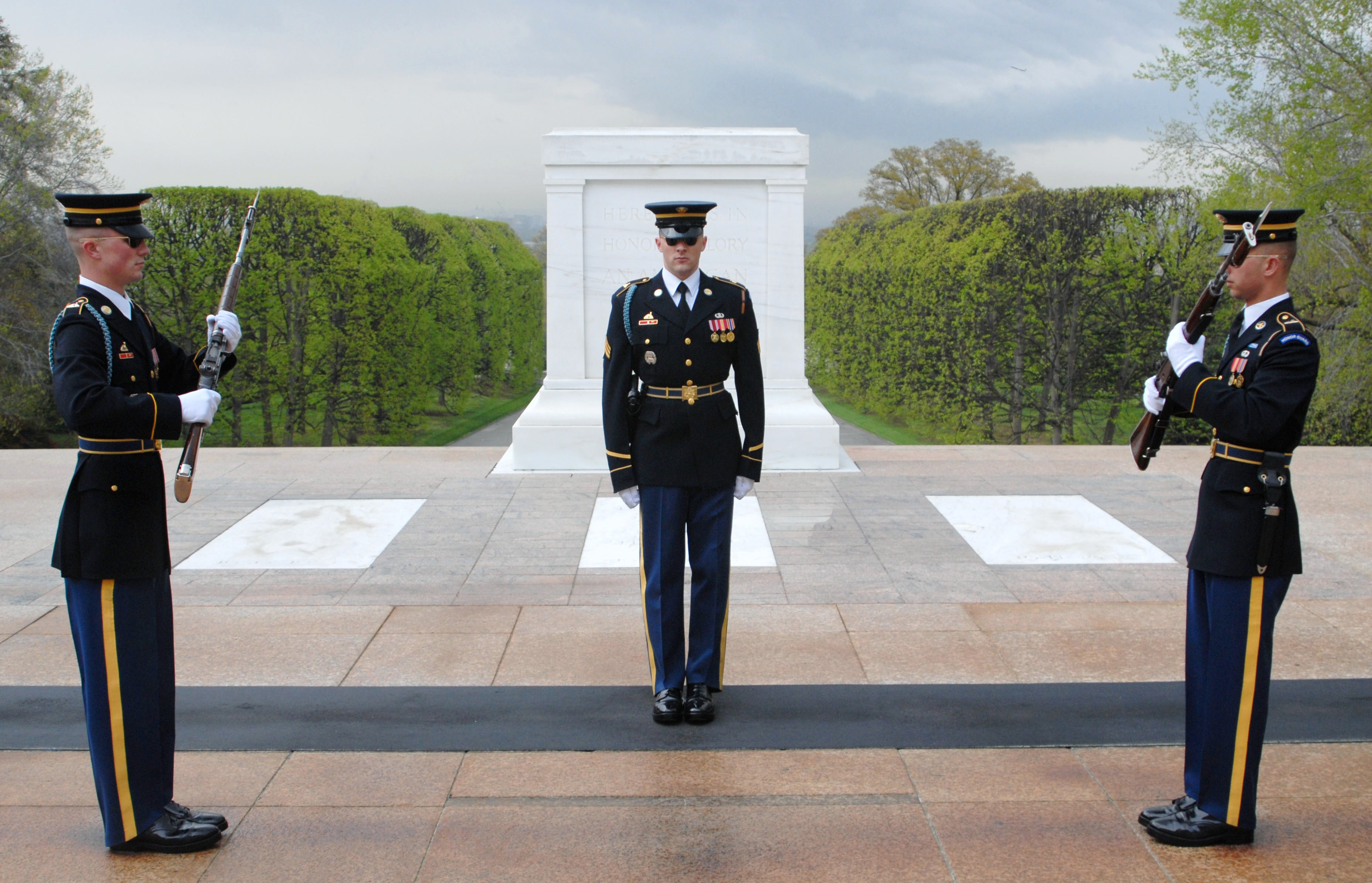
Troca da Guarda, 2005

Enquanto o Cemitério Nacional de Arlington está aberto, durante o dia nos meses de verão, de 1º de abril a 30 de setembro, a guarda é trocada a cada meia hora. Durante os meses de inverno, que ocorre no hemisfério norte de 1º de outubro a 31 de março, a guarda é trocada a cada hora. Depois que o cemitério fecha ao público (19h às 8h De abril a setembro e das 17h às 8h Outubro a março), a guarda é trocada a cada 2 horas. A cerimônia pode ser testemunhada pelo público sempre que o Cemitério Nacional de Arlington estiver aberto.
A troca de guarda é muito simbólica, mas também conduzida de acordo com os regulamentos do Exército. O comandante substituto ou o comandante auxiliar substituto, juntamente com o guarda que se aproxima, são ambos necessários para que ocorra uma troca de guarda. O comandante do alívio ordena que o guarda que está sendo substituído "passe suas ordens" para o guarda que se aproxima. O guarda sendo substituído dirá ao guarda que se aproxima: "Postagem e ordens permanecem conforme as instruções." A resposta do guarda que se aproxima é sempre "Pedidos confirmados". Durante as mudanças, quando o público estiver testemunhando a cerimônia, o comandante informará ao público que a cerimônia está prestes a acontecer e que os presentes devem permanecer "em silêncio e em pé" durante todo o evento. Em algumas ocorrências, o público também é solicitado a evitar tirar fotos com flash (principalmente durante o tempo inclemente).
Em 4 de outubro de 2021, a primeira troca feminina da guarda ocorreu em homenagem ao sargento da guarda, sargento. Chelsea Porterfield que foi a primeira mulher a ocupar essa posição.

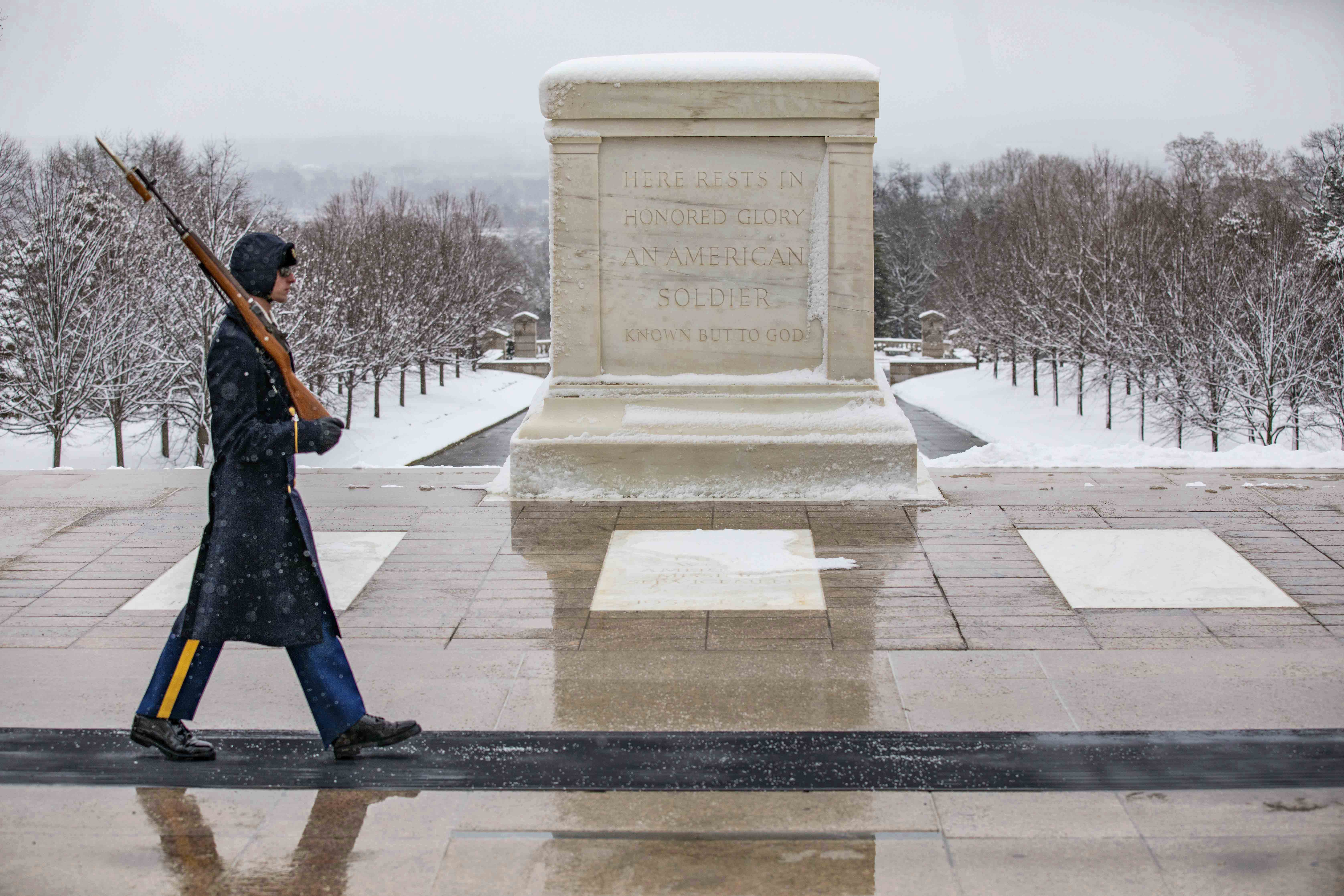
Um soldado guarda a tumba em tempo de neve em 2021

Um guarda civil foi postado pela primeira vez na Tumba em 17 de novembro de 1925, para evitar, entre outras coisas, que famílias fizessem piqueniques na laje de mármore plana com vista para a cidade. Um guarda militar foi destacado pela primeira vez em 25 de março de 1926. O primeiro guarda 24 horas foi colocado à meia-noite de 2 de julho de 1937. A Tumba dos Desconhecidos tem sido vigiada continuamente, 24 horas por dia, 7 dias por semana, desde então. O mau tempo, ataques terroristas, et cetera, nunca fizeram com que a vigilância parasse.
Desde 1948, os túmulos guardas, um pelotão especial do 3º Regimento de Infantaria dos Estados Unidos (The Old Guard), trabalham em uma rotação de equipe de 24 horas on, 24 horas off, por cinco dias, tirando os quatro dias seguintes de folga. Um guarda leva em média seis horas para preparar seu uniforme - lã grossa, independentemente da época do ano - para o trabalho do dia seguinte. Além de preparar o uniforme, os guardas também realizam treinamento físico, treinamento de guarda de túmulos, participam de exercícios de campo, cortam o cabelo antes do próximo dia de trabalho e às vezes também estão envolvidos em funções regimentais. Os guardas da tumba são obrigados a memorizar 35 páginas de informações sobre o Cemitério Nacional de Arlington e a Tumba do Soldado Desconhecido, incluindo a localização de quase 300 túmulos e quem está enterrado em cada um.
Uma decoração especial do Exército, o distintivo de identificação da Tumba do Soldado Desconhecido, é autorizada para uso após passar em um teste detalhado de 100 perguntas (de um pool de mais de 300), um teste uniforme com dois GB (erros) ou menos (medido para 1/64 "), e um teste na sequência de mudança de guarda. Depois de servir com honra por um período de nove meses, e tendo passado na sequência de testes, um guarda de tumba é premiado permanentemente com o distintivo. Desde a primeira premiação em 7 de fevereiro de 1958, menos de 650 soldados concluíram o treinamento e receberam este distintivo, incluindo quatro mulheres. Um pequeno número de emblemas de identificação de guardas de tumbas também foi concedido retroativamente aos soldados que serviram como guardas antes de 1959. O distintivo de identificação da guarda da tumba é o único distintivo concedido pelo Exército dos Estados Unidos que pode ser revogado após um soldado deixar o exército. O Comandante Regimental do 3º Regimento de Infantaria dos EUA tem autoridade para revogar um distintivo de qualquer Guarda (passado ou presente) por qualquer ato que possa trazer descrédito sobre a Tumba dos Desconhecidos.
O emblema foi projetado em 1956 e foi emitido pela primeira vez para membros da Guarda de Honra na Tumba dos Desconhecidos em 7 de fevereiro de 1958. O distintivo foi inicialmente emitido apenas como um item de uso temporário, o que significa que os soldados só podiam usar o distintivo durante seu mandato como membros da guarda de honra. Ao deixar o serviço, o distintivo foi devolvido e reemitido para os soldados que chegavam. Em 1963, foi promulgado um regulamento que permitia que o distintivo fosse usado como parte permanente do uniforme do militar do exército, mesmo após o cumprimento do dever do soldado na Tumba dos Desconhecidos.
Para manter a dedicação feita pelos Guardas da Tumba, 2021 serve como uma comemoração do centenário da Tumba do Soldado Desconhecido. "Por quase 100 anos, a Tumba do Soldado Desconhecido (TUS) serviu como o coração do Cemitério Nacional de Arlington. É um memorial do povo que inspira reflexão sobre serviço, valor, sacrifício e luto de soldados falecidos em combate. Como local de memorial sagrado e túmulo de três desconhecidos membros do serviço americano, a Tumba conecta os visitantes com o legado das forças armadas dos EUA ao longo da história do país.
“Como administradores da Tumba do Soldado Desconhecido, temos a honra de liderar a comemoração do centenário deste local”, disse Karen Durham-Aguilera, Diretora Executiva, Cemitérios Militares Nacionais do Exército e Cemitério Nacional de Arlington. “Em colaboração com outras organizações governamentais e não governamentais, o ANC está usando esta comemoração do centenário para explorar e compartilhar com o público a história, o significado e a evolução da Tumba.”
Ao longo de 2021, o cemitério realizará eventos que antecederão a cerimônia do centenário em 11 de novembro de 2021. O público poderá vivenciar e participar dos eventos comemorativos de diversas formas, tanto no cemitério quanto virtualmente.” 

## Danos e reparos no Monumento da Tumba

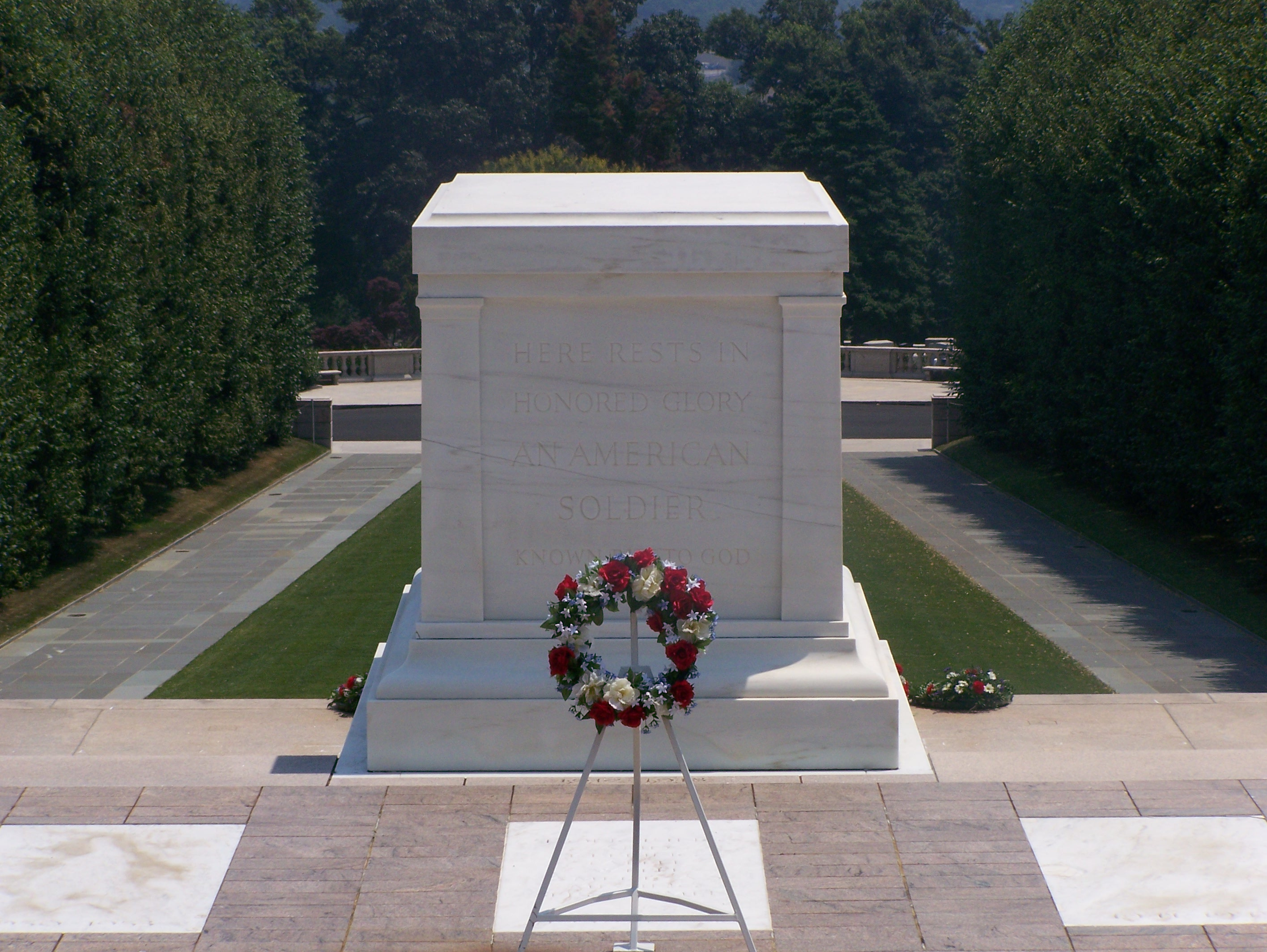
A rachadura pode ser vista abaixo das palavras "An American" e acima da palavra "Soldier"

Rachaduras e intempéries estão causando preocupações para a preservação a longo prazo do Monumento à Tumba. Um relatório de novembro de 1963 registrou pela primeira vez rachaduras horizontais no bloco de mármore do monumento. Embora esta tenha sido a primeira vez que o dano foi documentado, o relatório deixou claro que as rachaduras haviam se tornado visíveis algum tempo antes dessa data.
Em 1963-1964, havia duas rachaduras - referidas como "primárias" e "secundárias" - estendendo-se por aproximadamente 34 ft (10 m) torno do bloco de matriz. Em 1974, eles haviam se estendido para 40 ft (12 m) . Eles cresceram mais 4.6 ft (1.4 m) nos próximos 15 anos. A inspeção determinou que as rachaduras aumentaram horizontalmente desde 1990. A análise também indica que as rachaduras não são superficiais, mas se estendem parcialmente através do bloco e, eventualmente, se estenderão por todo o caminho.
O relatório de 1990 documentou a deterioração da superfície do mármore. Tanto quanto 2.85 mm (0.112 in) da superfície do mármore foi perdida pelo intemperismo. O estudo previa que antes de 2010, o Monumento à Tumba estará suficientemente desgastado para ter um efeito negativo na experiência dos visitantes e conclui que as únicas soluções são encerrar ou substituir o monumento.
Várias opções foram consideradas para lidar com o dano. Oficiais do Cemitério Nacional de Arlington determinaram que o reparo adequado pode retornar o Monumento à Tumba a uma aparência aceitável. No entanto, como as rachaduras continuarão a se alongar e se alargar, será necessário rejuntamento, rejuntamento, retoque, monitoramento e manutenção contínuos. Portanto, um relatório encomendado pelo Cemitério Nacional de Arlington e publicado em junho de 2006 confirmou a conclusão do Cemitério de que "a substituição das três peças do Monumento à Tumba é a alternativa preferida". A decisão final foi agendada para 30 de setembro de 2007.
O National Trust for Historic Preservation rejeita o plano de substituir o autêntico Monumento à Tumba. O Trust expressou preocupação com o fato de o Cemitério Nacional de Arlington tentar substituir o monumento existente por mármore da pedreira original, que os especialistas concordam que provavelmente irá rachar.
O Trust observou que o próprio relatório do cemitério de 1990 recomendou que o monumento fosse reparado e que o cemitério, de fato, contratou a Oehrlein Architects para consertar a pedra. Em 2007, Mary Oehrlein informou aos membros da equipe do Congresso que: "O monumento existente pode ser facilmente reparado, como foi feito há 17 anos, usando métodos convencionais de conservação para rejuntar as rachaduras. Depois de reparadas, as linhas de falha seriam virtualmente invisíveis das áreas de exibição pública. "
Em 26 de setembro de 2007, o senador dos EUA Daniel Akaka anunciou que uma emenda elaborada em conjunto com o senador Jim Webb será adicionada à Lei de Autorização de Defesa Nacional para o ano fiscal de 2008 (HR 1585) que exigiria um relatório sobre os planos do Secretário do Exército e o Secretário de Assuntos dos Veteranos para substituir o monumento na Tumba dos Desconhecidos. Além disso, eles teriam que fornecer uma avaliação sobre a viabilidade e conveniência de consertar em vez de substituir o Monumento à Tumba. Finalmente, se os secretários escolherem a substituição, eles terão que relatar esses planos e detalhar como pretendem se desfazer do monumento atual. Uma vez entregue o laudo, os secretários ficam impedidos de realizar ações de substituição do monumento por, pelo menos, 180 dias. A emenda Akaka-Webb foi incluída no projeto por consentimento unânime do Senado. Uma emenda ao Projeto de Lei de Autorização de Defesa do Ano Fiscal de 2008 autorizou uma revisão das condições do monumento. O projeto também autorizou o reparo, mas não a substituição, do monumento. A aprovação final da Lei de Autorização de Defesa Nacional para 2008 (HR 4986) foi assinada pelo presidente Bush em 28 de janeiro de 2008.

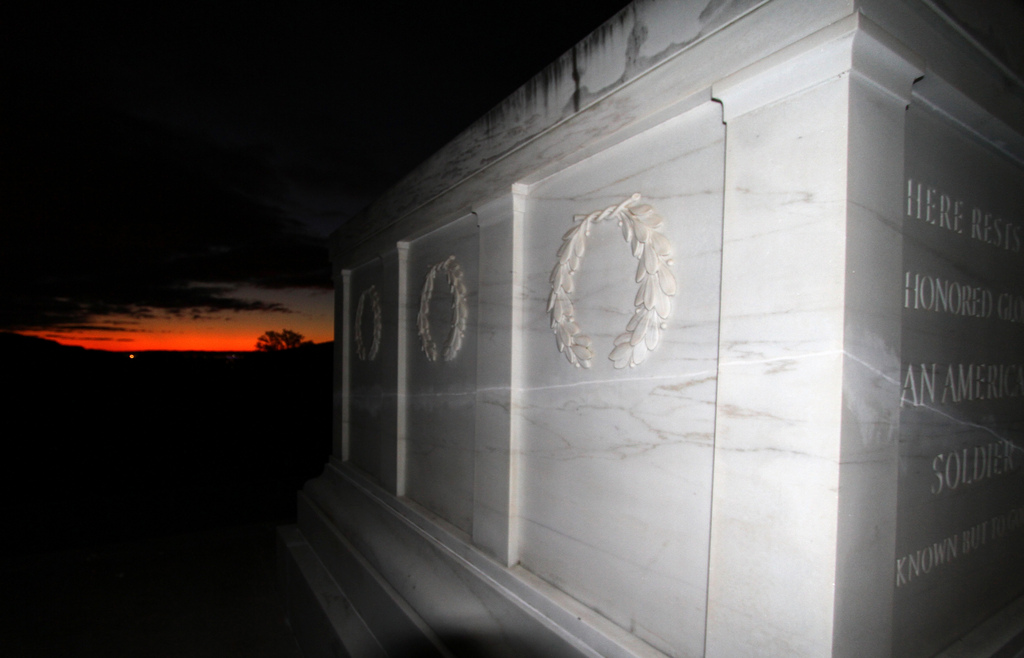
21 de outubro de 2011: reparo concluído das rachaduras na tumba

Em 2003, John Haines, um revendedor de automóveis aposentado, ofereceu doar uma grande placa de mármore ao Cemitério Nacional de Arlington para substituir o mármore existente. Haines pagou mais de 31 mil dólares pela nova laje. O mármore não foi retirado da pedreira, porém, porque foram encontradas imperfeições e o bloco foi rejeitado.
Em junho de 2009, o Cemitério Nacional de Arlington e o Corpo de Engenheiros do Exército dos EUA anunciaram que o monumento seria consertado, não substituído. Em 2010, as rachaduras foram preenchidas, mas os reparos duraram apenas alguns meses. Em junho de 2011 o cemitério trabalhou para corrigir as rachaduras no monumento. Um das rachaduras media 8,7 metros comprimento, com outro a 4,9 metros . Em setembro de 2011, as rachaduras foram preenchidas novamente e em 21 de outubro de 2011, a inspeção do Corpo de Engenheiros e outros especialistas considerou os reparos um sucesso.
- Monumento aos Desconhecidos da Guerra Civil
- Tumba do Soldado Confederado Desconhecido
- Tumba do Soldado Desconhecido - para uma lista de memoriais semelhantes em outros países
- Tumba do Soldado de Guerra Revolucionário Desconhecido
- Memoriais da Primeira Guerra Mundial
- Tumba Canadense do Soldado Desconhecido
- The Unknown Warrior - Londres, Reino Unido
- O Soldado Desconhecido - Paris, França
- Ritos militares